# NGC 1869
NGC 1869 (również ESO 85-SC55) – gromada otwarta powiązana z mgławicą emisyjną, znajdująca się w gwiazdozbiorze Złotej Ryby, w Wielkim Obłoku Magellana. Odkrył ją James Dunlop 24 września 1826 roku.